# روبرت إيفرت
روبرت إيفرت (بالإنجليزية: Rupert Everett)‏ (و. 1959 – م) هو ممثل، وممثل أفلام، ومنتج أفلام، وروائي، وكاتب من المملكة المتحدة .

## التعليم
تعلم في المدرسة المركزية للخطابة والدراما ‏، وكلية أمبلفورث ‏

## روابط خارجية
- روبرت إيفرت على موقع IMDb (الإنجليزية)
- روبرت إيفرت على موقع ميتاكريتيك (الإنجليزية)
- روبرت إيفرت على موقع روتن توميتوز (الإنجليزية)
- روبرت إيفرت على موقع مونزينجر (الألمانية)
- روبرت إيفرت على موقع ألو سيني (الفرنسية)
- روبرت إيفرت على موقع ميوزك برينز (الإنجليزية)
- روبرت إيفرت على موقع تيرنر كلاسيك موفيز (الإنجليزية)
- روبرت إيفرت على موقع أول موفي (الإنجليزية)
- روبرت إيفرت على موقع قاعدة بيانات برودواي على الإنترنت (الإنجليزية)
- روبرت إيفرت على موقع قاعدة بيانات الأفلام السويدية (السويدية)